# Simone Sterbini
Simone Sterbini, né le 11 décembre 1993 à Palestrina, est un coureur cycliste italien. Son frère Luca a également été cycliste professionnel. 

## Biographie
En 2014, il devient champion d'Italie sur route dans la catégorie espoirs (moins de 23 ans).

## Palmarès et classements

### Palmarès amateur
- 2009
  - 2e de la Coppa d'Oro
  - 3e du championnat d'Italie du contre-la-montre cadets
- 2010
  - 3e du Trofeo Guido Dorigo
  - 3e du Trofeo San Rocco
- 2013
  - 2e de la Cronoscalata Gardone Val Trompia-Prati di Caregno
- 2014
  -  Champion d'Italie sur route espoirs
  - 2e étape du Giro della Pesca e Nettarina
  - 2e du Trofeo Adolfo Leoni
  - 3e du Trofeo Gavardo Tecmor
  - 3e de la Coppa Ciuffenna

### Palmarès professionnel
- 2016
  - 5e étape du Tour d'Autriche

### Classements mondiaux
| Année            | 2016   | 2017 | 2018   |
| ---------------- | ------ | ---- | ------ |
| UCI Europe Tour  | 1 028e |      | 1 728e |
| UCI Asia Tour    | 373e   |      |        |
| UCI America Tour |        | 278e |        |